# Список похороненных на Новодевичьем кладбище (П)
Новодевичье кладбище является одним из самых известных некрополей Москвы. Оно было образовано в 1898 году вдоль южной стены Новодевичьего монастыря, где имеется дворянский некрополь XIX века. В советское время это было второе по значимости кладбище после некрополя у Кремлёвской стены. Многие могилы Новодевичьего кладбища являются объектами культурного наследия. В данной статье представлен список значимых людей, похороненных на Новодевичье кладбище, фамилии которых начинаются на букву «П».

## Список
- Павленко, Алексей Сергеевич (1904—1984) — министр электростанций СССР (1954—1955, 1957—1959); 10 уч. 2 ряд.
- Павленко, Андрей Петрович (1939—1970) — филолог-индонезист; 2 уч. 2 ряд
- Павленко, Пётр Андреевич (1899—1951) — писатель; автор памятника С. Т. Конёнков; 1 уч. 2 ряд.
- Павличенко, Людмила Михайловна (1916—1974) — снайпер, Герой Советского Союза; колумбарий, 119 секция, 8 уч. в стене стороны Лужнецкого проезда
- Павлов, Иван Николаевич (1872—1951) — гравёр, действительный член АХ СССР; 4 уч. 7 ряд.
- Павлов, Георгий Павлович (1915—1976) — советский архитектор и градостроитель.
- Павлов, Георгий Сергеевич (1910—1991) — Первый секретарь Марийского обкома КПСС (1957—1963), управляющий делами ЦК КПСС (1965—1983); 7 уч. лев.ст. 1 ряд.
- Павлова, Мария Васильевна (1854—1938) — палеонтолог, почётный академик АН СССР; 1 уч. 33 ряд.
- Пальгунов, Николай Григорьевич (1898—1971) — генеральный директор ТАСС (1943—1960); 7 уч. пр.ст. 16 ряд.
- Пальцев, Георгий Николаевич (1906—1964) — Первый секретарь Ивановского (1939—1944) и Владимирского (1944—1947) обкомов ВКП(б); 6 уч. 12 ряд.
- Панков, Сергей Иванович (1907—1960) — генерал-лейтенант, участник Гражданской Войны; 8 уч. 2 ряд.
- Панкратова, Анна Михайловна (1897—1957) — историк, академик АН СССР; 1 уч. 40 последний поперечный ряд.
- Панфёров, Фёдор Иванович (1896—1960) — прозаик, драматург; 8 уч. 7 ряд.
- Панфилов, Алексей Павлович (1898—1966) — генерал-лейтенант танковых войск, Герой Советского Союза; 6 уч. 26 ряд.
- Панфилов, Глеб Анатольевич (1934—2023) — советский и российский режиссёр, сценарист, народный артист РСФСР; 5 уч. 34 ряд.
- Панфилов, Иван Васильевич (1893—1941) — генерал-майор, Герой Советского Союза; перезахоронен в 1959 году; 5 уч. 24 ряд у Центральной аллеи
- Панюшкин, Александр Семёнович (1905—1974) — начальник Первого главного управления КГБ СССР, генерал-майор, Посол в США; 3 уч. 17 ряд.
- Папалекси, Николай Дмитриевич (1880—1947) — радиофизик, академик АН СССР (1939); 4 уч. 40 ряд.
- Папанин, Иван Дмитриевич (1894—1986) — исследователь Арктики, контр-адмирал, дважды Герой Советского Союза, доктор географических наук; 10 уч. 3 ряд
- Папанов, Анатолий Дмитриевич (1922—1987) — актёр Театра Сатиры, киноактёр, народный артист СССР; автор памятника Д. И. Народицкий; 10 уч. 4 ряд
- Папивин, Николай Филиппович (1903—1963) — генерал-полковник авиации (1944), Герой Советского Союза (1945); 8 уч. 28 ряд
- Папутин, Виктор Семёнович (1926—1979) — Второй секретарь МК КПСС (1967—1974), Первый заместитель Министра внутренних дел СССР (1974—1979), генерал-лейтенант (1974); 7 уч. лев.ст. 16 ряд.
- Паренаго, Павел Петрович (1906—1960) — астроном, член-корреспондент АН СССР; 5 уч. 30 ряд
- Парин, Василий Васильевич (1903—1971) — физиолог, академик АН СССР (1966) и АМН СССР (1944); 7 уч. пр.ст. 16 ряд.
- Парнах, Валентин Яковлевич (1891—1951) — поэт, переводчик, музыкант, танцор, хореограф, зачинатель русского джаза; колумбарий, 100 секция, в районе 2 уч. 39 ряда.
- Парфаньяк, Алла Петровна (1924—2009) — актриса театра и кино, заслуженная артистка РСФСР; 10 уч. 10 ряд.
- Паршин, Пётр Иванович (1899—1970) — нарком общего машиностроения (1939—1941), миномётного вооружения (1941—1946), Министр машиностроения и приборостроения (1946—1953, 1954—1956) СССР; генерал-полковник инженерно-технической службы (1944); 7 уч. пр.ст. 15 ряд.
- Патоличев, Николай Семёнович (1908—1989) — министр внешней торговли СССР, Первый секретарь ЦК КП Белоруссии; 10 уч. 5 ряд.
- Пашенная, Вера Николаевна (1887—1962) — актриса Малого театра, киноактриса, народная артистка СССР, профессор Театрального училища имени М. С. Щепкина; 2 уч. 7 ряд.
- Певзнер, Мария Семёновна (1901—1989) — советский учёный, врач-психиатр, психолог, дефектолог и педагог.
- Пегов, Николай Михайлович (1905—1991) — Первый секретарь Приморского крайкома ВКП(б), посол СССР в Иране, Алжире и Индии; 10 уч. 6 ряд.
- Пейве, Александр Вольдемарович (1909—1985) — геолог, академик АН СССР (1964), Герой Социалистического Труда (1979); 10 уч. 3 ряд.
- Пейве, Ян Вольдемарович (1906—1976) — агрохимик, академик АН СССР (1966), Герой Социалистического Труда (1969); 9 уч. 2 ряд.
- Первухин, Михаил Георгиевич (1904—1978) — министр химической промышленности и Первый заместитель Председателя Совета Министров СССР; 9 уч. 4 ряд.
- Перевёрткин Семён Никифорович (1905—1961) — генерал-полковник, Герой Советского Союза; автор памятника Г. Н. Постников; 8 уч. 12 ряд
- Перестиани, Иван Николаевич (1870—1959) — кинорежиссёр, актёр, народный артист Грузинской ССР (1949); 5 уч. 33 ряд.
- Пересыпкин, Иван Терентьевич (1904—1978) — Нарком связи СССР, Маршал войск связи; 7 уч. лев.ст. 15 ряд
- Перминов, Александр Романович (1901—1970) — советский военачальник, генерал-майор авиации; колумбарий.
- Пермитин, Ефим Николаевич (1896—1971) — писатель; 7 уч. пр.ст. 18 ряд.
- Перов, Сергей Степанович (1889—1967) — биохимик, академик ВАСХНИЛ (1935); 7 уч. пр.ст. 2 ряд
- Персианинов, Леонид Семёнович (1908—1978) — акушер-гинеколог, академик АМН СССР (1965), Герой Социалистического Труда (1977); 9 уч. 3 ряд
- Песикина, Екатерина Ивановна (1903—1956) — секретарь Новосибирского обкома ВКП(б) (1937), проректор Академии общественных наук (1953); 3 уч. 61 ряд (?)
- Петрищев, Алексей Георгиевич (1924—1986) — министр по производству минеральных удобрений СССР (1980—1986), Герой Социалистического Труда (1971); 10 уч. 4 ряд.
- Петров, Александр Дмитриевич (1895—1964) — химик-органик, член-корреспондент АН СССР (1946); 6 уч. 3 ряд.
- Петров, Александр Иванович (1917—1995) — лётчик-штурмовик, полковник авиации, Герой Советского Союза (1944); 4 уч. 5 ряд
- Петров, Борис Николаевич (учёный) (1913—1980) — учёный в области автоматического управления, академик АН СССР; 9 уч. 6 ряд.
- Петров, Владимир Михайлович (1896—1966) — кинорежиссёр, сценарист, народный артист СССР; 6 уч. 29 ряд.
- Петров, Иван Ефимович (1896—1958) — генерал армии, Герой Советского Союза; 5 уч. 20 ряд
- Петров, Николай Васильевич (1890—1964) — театральный режиссёр, педагог, директор и художественный руководитель Ленинградского академического театра драмы (1928—1933), народный артист РСФСР (1945), доктор искусствоведения, профессор ГИТИСа (1946); автор памятника М. К. Аникушин; 6 уч. 11 ряд.
- Петровский, Борис Васильевич (1908—2004) — хирург, Министр здравоохранения СССР, академик АН и АМН СССР; 10 уч. 9 ряд.
- Петровский, Иван Георгиевич (1901—1973) — математик, ректор Московского университета, академик АН СССР; 7 уч. лев.ст. 5 ряд.
- Петровский, Степан Фёдорович (1897—1979) — советский и польский военачальник, генерал-майор (СССР), генерал бригады Войска Польского; колумбарий.
- Петрушевский, Александр Васильевич (1898—1976) — генерал-полковник (1954), Герой Советского Союза (1944); колумбарий, секция 134-36-2
- Пийп, Борис Иванович (1906—1966) — вулканолог, член-корреспондент АН СССР; колумбарий, 126 секция
- Пилюгин, Николай Алексеевич (1908—1982) — инженер-конструктор в области систем автономного управления ракетными комплексами, академик АН СССР (1966), дважды Герой Социалистического Труда (1956, 1961), лауреат Ленинской (1957) и Государственной премии СССР (1967); 10 уч. 1 ряд.
- Пилявская, София Станиславовна (1911—2000) — актриса театра и кино, профессор Школы-студии МХАТ, народная артистка СССР; 2 уч. 15 ряд рядом с мужем актёром Николаем Дорохиным.
- Пименов, Юрий Иванович (1903—1977) — художник, график, театральный художник, действительный член АХ СССР; 7 уч. лев.ст. 13 ряд.
- Пионтковский, Андрей Андреевич (1898—1973) — юрист, специалист по уголовному праву, член-корреспондент АН СССР (1968); колумбарий, секция 16-2-2
- Пирогов, Александр Степанович (1899—1964) — оперный певец (бас), народный артист СССР; 3 уч. 61 ряд.
- Пирогов, Григорий Степанович (1885—1931) — оперный певец (бас); 2 уч. 6 ряд.
- Пирогова, Людмила Леонидовна (1939—2010) — актриса Малого театра, заслуженная артистка РСФСР (1991); 2 уч. 6 ряд.
- Питерский, Георгий Иванович (1910—1975) — артиллерист, подполковник, Герой Советского Союза; колумбарий, секция 131-17-1
- Пичета, Владимир Иванович (1878—1947) — историк, академик АН СССР; 3 уч. 60 ряд.
- Плаксин, Игорь Николаевич (1900—1967) — учёный в области металлургии и горного дела, член-корреспондент АН СССР (1946); 6 уч. 39 ряд
- Платэ, Николай Альфредович (1934—2007) — химик, специалист по полимерам, академик АН СССР; 4 уч. 41 ряд.
- Плешаков, Пётр Степанович (1922—1987) — министр радиопромышленности СССР (1974—1987), генерал-полковник, Герой Социалистического Труда (1981); 7 уч. лев.ст. последний ряд.
- Плотников, Николай Сергеевич (1897—1979) — актёр театра и кино, режиссёр, театральный педагог, народный артист СССР; 9 уч. 5 ряд.
- Плятт, Ростислав Янович (1908—1989) — актёр театра и кино, народный артист СССР; 10 уч. 5 ряд.
- Погодин, Николай Фёдорович (1900—1962) — писатель, драматург; автор памятника А. П. Кибальников; 8 уч. 19 ряд.
- Подвойский, Николай Ильич (1880—1948) — революционер, советский партийный, военный и государственный деятель; автор памятника Е. В. Вучетич; 1 уч. 46 ряд рядом с монастырской стеной.
- Подгорный, Николай Афанасьевич (1879—1947) — актёр Художественного театра, киноактёр, педагог, заслуженный деятель искусств РСФСР (1938); 2 уч. 17 ряд.
- Подгорный, Николай Викторович (1903—1983) — Председатель Президиума Верховного Совета СССР, Первый секретарь ЦК КП Украины; 10 уч. 1 ряд.
- Поздюнин, Валентин Львович (1883—1948) — кораблестроитель, автор трудов по теории проектирования судов, судовых механизмов и устройств, архитектуре корабля, гидромеханике, академик АН СССР (1939); 3 уч. 47 ряд.
- Позолотин, Тимофей Семёнович (1908—1943) — танкист, полковник, Герой Советского Союза (1942); колумбарий, 62 секция
- Покотило, Иван Григорьевич (1911—1945) — старший лейтенант, Герой Советского Союза (1944); на плите фамилия написана как Покотилов; колумбарий, 71 секция
- Покрасс, Даниил Яковлевич (1905—1954) — композитор; 4 уч. 40 ряд.
- Покрасс, Дмитрий Яковлевич (1899—1978) — композитор, народный артист СССР; 4 уч. 40 ряд.
- Покровский, Александр Васильевич (1886—1963) — актёр и театральный деятель, заслуженный деятель искусств РСФСР (1957); 8 уч. 30 ряд.
- Покровский, Борис Александрович (1912—2009) — педагог, главный режиссёр Большого театра, народный артист СССР, профессор ГИТИСа; 10 уч. 8 ряд.
- Покрышкин, Александр Иванович (1913—1985) — лётчик, Маршал авиации, первый трижды Герой Советского Союза; автор памятника М. В. Переяславец; 7 уч. лев.ст. 22 ряд
- Полевой, Борис Николаевич (1908—1981) — писатель, журналист, общественный деятель, главный редактор журнала «Юность»; 9 уч. 7 ряд.
- Полежаев, Василий Дементьевич (1909—1972) — инженер, метростороевец, начальник Московского Метростроя (1958—1972), Герой Социалистического Труда (1963), его имя носит станция метро «Полежаевская»; 6 уч. 40 последний ряд.
- Поливанов, Лев Иванович (1838—1899) — педагог, литературовед, общественный деятель, основатель частной Поливановской гимназии; перезахоронен из Новодевичьего монастыря; 2 уч. 5 ряд.
- Поликарпов, Дмитрий Алексеевич (1905—1965) — председатель Всесоюзного радиокомитета (1941—1945), заведующий Отделом культуры ЦК КПСС (1955—1962); 6 уч. 25 ряд.
- Поликарпов, Николай Николаевич (1892—1944) — авиаконструктор, глава ОКБ-51 (впоследствии — ОКБ Сухого), Герой Социалистического Труда (1940), лауреат двух Сталинских премий (1941,1943), доктор технических наук, профессор МАИ; автор памятника скульптор С. Д. Меркуров; 1 уч. 43 ряд.
- Половинкин, Леонид Алексеевич (1894—1949) — композитор; 3 уч. 45 ряд.
- Полонский, Вячеслав Павлович (1886—1932) — критик, редактор, журналист; 3 уч. 63 ряд.
- Полторжицкий, Бронислав Иосифович (1895—1969) — генерал-лейтенант и генерал дивизии ПНР; колумбарий, 129 секция.
- Полубояров, Павел Павлович (1901—1984) — Маршал бронетанковых войск, Герой Советского Союза; 5 уч. 32 ряд
- Полынов, Борис Борисович (1877—1952) — учёный в области почвоведения и геохимии, академик АН СССР (1946); 2 уч. 35 ряд.
- Поль, Павел Николаевич (1887—1955) — актёр театра и кино, народный артист РСФСР (1947); 4 уч. 55 ряд.
- Полякин, Мирон Борисович (1895—1941) — скрипач, Заслуженный деятель искусств РСФСР, профессор; 2 уч. 26 ряд.
- Поляков, Аркадий Васильевич (1893—1966) — театральный актёр, народный артист РСФСР (1940); колумбарий, 126 секция.
- Поляков, Леонид Михайлович (1906—1965) — архитектор; 6 уч. 20 ряд.
- Поляничко, Виктор Петрович (1937—1993) — советский и российский политический деятель; 11 уч. 3 ряд.
- Пономарёв, Николай Афанасьевич (1918—1997) — художник-график, народный художник СССР (1977), действительный член АХ СССР (1973); 10 уч. 9 ряд.

- Пономаренко, Пантелеймон Кондратьевич (1902—1984) — советский партийный и государственный деятель; 10 уч. 2 ряд.
- Понтрягин, Лев Семёнович (1908—1988) — математик, академик АН СССР; автор памятника В. М. Клыков; 10 уч. 5 ряд.
- Попко, Татьяна Николаевна (1939—2008) — балерина, педагог, заслуженная артистка РСФСР (1976); 2 уч. 16 ряд.
- Попков, Валерий Иванович (1908—1984) — электротехник, академик АН СССР (1966), Герой Социалистического Труда (1978); 10 уч. 2 ряд.
- Попков, Виталий Иванович (1922—2010) — генерал-лейтенант авиации, дважды Герой Советского Союза; 11 уч. 5 ряд
- Поплавский, Станислав Гилярович (1902—1973) — генерал армии, Герой Советского Союза; 7 уч. лев.ст. 6 ряд
- Попов, Алексей Дмитриевич (1892—1961) — педагог, главный режиссёр Театра Советской Армии, доктор искусствоведения; автор памятника Е. Ф. Белашова; 8 уч. 12 ряд.
- Попов, Василий Степанович (1894—1967) — генерал-полковник, Герой Советского Союза; 6 уч. 38 ряд
- Попов, Василий Фёдорович (1903—1964) — нарком госконтроля и руководитель Госбанка СССР; 6 уч. 13 ряд.
- Попов, Владимир Александрович (1889—1968) — актёр театра и кино, народный артист РСФСР; 7 уч. пр.ст. 4 ряд.
- Попов, Георгий Михайлович (1906—1968) — Первый секретарь МГК и МК ВКП(б), Министр городского строительства и сельскохозяйственного машиностроения СССР, Посол в Польше; 6 уч. 26 ряд.
- Попов, Дмитрий Михайлович (1900—1952) — Первый секретарь Смоленского обкома и горкома ВКП(б); 3 уч. 62 ряд.
- Попов, Иван Семёнович (1888—1964) — зоотехник, академик ВАСХНИЛ (1956); 2 уч. 35 ряд
- Попов, Иван Фёдорович (1886—1957) — писатель, журналист, сценарист; 5 уч. 14 ряд.
- Попов, Маркиан Михайлович (1902—1969) — генерал армии, Герой Советского Союза; 7 уч. пр.ст. 4 ряд
- Попов, Николай Фёдорович (1885—1973) — учёный в области физиологии сельскохозяйственных животных, академик ВАСХНИЛ (1956); колумбарий, 131 секция, в районе 8 уч. 33 ряда
- Попов, Сергей Васильевич (1926—1978) — Первый секретарь Брянского обкома КПСС (1977—1978); 9 уч. 4 ряд.
- Поповкин, Евгений Ефимович (1907—1968) — писатель, главный редактор журнала «Москва» (1958—1968); 7 уч. пр.ст. 3 ряд.
- Поскрёбышев, Александр Николаевич (1891—1965) — генерал-майор, Заведующий особым сектором ЦК (Секретариат Сталина); 6 уч. 14 ряд.
- Поспелов, Пётр Николаевич (1898—1979) — главный редактор газеты «Правда», директор Института Марксизма-Ленинизма при ЦК КПСС, академик АН СССР; 9 уч. 5 ряд.
- Постовалов, Сергей Осипович (1907—1983) — Первый секретарь Калужского обкома КПСС (1952—1961); 10 уч. 1 ряд.
- Потехин, Иван Изосимович (1903—1964) — африканист, доктор исторических наук (1955); 6 уч. 10 ряд
- Починок, Александр Петрович (1958—2014) — министр по налогам и сборам РФ (1999—2000), министр труда и социального развития РФ (2000—2004).
- Прасолов, Леонид Иванович (1875—1954) — почвовед, академик АН СССР (1935); 2 уч. 36 ряд.
- Преображенский, Борис Сергеевич (1892—1970) — оториноларинголог, академик АМН СССР (1950), Герой Социалистического Труда (1962); 7 уч. пр.ст. 15 ряд
- Преображенский, Георгий Николаевич (1897—1958) — генерал-майор (1944), Герой Советского Союза (1944); 5 уч. 18 ряд
- Преображенский, Евгений Николаевич (1909—1963) — морской лётчик, генерал-полковник авиации (1951), Герой Советского Союза (1941); 8 уч. 37 ряд
- Привалов, Иван Иванович (1891—1941) — математик, член-корреспондент АН СССР; 4 уч. 23 ряд
- Примаков, Евгений Максимович (1929—2015) — председатель Правительства РФ, дипломат-востоковед, академик РАН; 6 уч. у Центральной аллеи
- Приоров, Николай Николаевич (1885—1961) — травматолог-ортопед, академик АМН СССР; 8 уч. 11 ряд
- Прихидько, Николай Яковлевич (1899—1957) — генерал-лейтенант; 5 уч. 14 ряд
- Провалов, Константин Иванович (1906—1981) — генерал-полковник, Герой Советского Союза (1938); 7 уч. лев.ст. 18 ряд
- Прокопюк, Николай Архипович (1902—1975) — командир партизанского соединения, полковник (1948), Герой Советского Союза (1944); колумбарий, секция 130-32-1

- Прокофьев, Сергей Сергеевич (1891—1953) — композитор, пианист, дирижёр; 3 уч. 47 ряд.
- Пронин, Михаил Михайлович (1901—1967) — генерал-лейтенант.
- Протазанов, Яков Александрович (1881—1945) — кинорежиссёр, один из основоположников российской кинематографии; на памятнике фамилия написана как Протозанов; 2 уч. 25 ряд.
- Прохоров, Александр Михайлович (1916—2002) — физик, академик АН СССР, лауреат Нобелевской премии по физике; 11 уч. 5 ряд.
- Прошляков, Алексей Иванович (1901—1973) — Маршал инженерных войск, Герой Советского Союза; 7 уч. лев.ст. 7 ряд
- Пруденский, Герман Александрович (1904—1967) — экономист, член-корреспондент АН СССР (1958); 6 уч. 38 ряд
- Прудкин, Марк Исаакович (1898—1994) — актёр Художественного театра, киноактёр, народный артист СССР; 10 уч. 8 ряд.
- Псурцев, Николай Демьянович (1900—1980) — генерал-полковник войск связи, Министр связи СССР; 9 уч. 5 ряд
- Птухин, Евгений Саввич (1902—1942) — генерал-лейтенант авиации, Герой Советского Союза; кенотаф; 5 уч. 2 ряд
- Птушко, Александр Лукич (1903—1973) — кинорежиссёр, сценарист, художник, мастер сказочного жанра в кино, народный артист СССР; 7 уч. лев. ст. 3 ряд.
- Пугачёв, Владимир Семёнович (1911—1998) — учёный по статистической теории процессов управления, динамике полёта, академик АН СССР (1981); колумбарий, 129 секция.
- Пудовкин, Всеволод Илларионович (1893—1953) — кинорежиссёр, актёр, теоретик кинематографа, профессор ВГИКа, народный артист СССР; автор памятника Н. Б. Никогосян; 2 уч. 39 ряд.
- Пуркаев, Максим Алексеевич (1894—1953) — генерал армии; 4 уч. 23 ряд
- Пурник, Леонтий Нафтульевич (1901—1970) — генерал-майор авиации; 7 уч. 10 ряд
- Пухов, Николай Павлович (1895—1958) — генерал-полковник, Герой Советского Союза; 5 уч. 19 ряд
- Пушкин, Георгий Максимович (дипломат) (1909—1963) — Посол СССР в Венгрии (1945—1949) и ГДР (1949—1952, 1954—1958), заместитель Министра иностранных дел СССР (1959—1963); 8 уч. 26 ряд
- Пыжова, Ольга Ивановна (1894—1972) — актриса Художественного театра, киноактриса, педагог, режиссёр, заслуженный деятель искусств РСФСР; 1 уч. 26а ряд.
- Пырьев, Иван Александрович (1901—1968) — кинорежиссёр, директор киностудии «Мосфильм», народный артист СССР; 7 уч. пр. ст. 3 ряд.
- Пяст, Владимир Алексеевич (1886—1940) — поэт, переводчик; 3 уч. 40 ряд.
- Пятницкий, Митрофан Ефимович (1864—1927) — основатель Русского народного хора, названного в его честь; 2 уч. 13 ряд.